# Itaunja
Itaunja fou un estat tributari protegit del tipus talukdari a Oudh, format per 58 pobles amb uns ingressos de 36.679 rúpies. Fou governat per una dinastia puar.
Rao Deoridh Rai, vuitè fill de Raja Rudra Shah de Deogarh o Dharanagar fou el fundador de la família. S'hauria instal·lar a Itaunja al segle XIV i va expulsar al senyor de Mahona, un kurmi; va conquerir el fort de Ding i va agafar el títol de rajà; va entrar al servei del sultanat de Delhi, rebent el dret sobre les terres

## Llista de talukdars
- Rao Deoridh Rai
- Raja Dankar Deo (fill, també anomenat Dinger Deo)
- Raja Chander Sen
- Raja Nand Sen
- Raja Suraj Sen
- Kunwar Madho Singh (nominal, estava absent i el tron fou usurpat pel seu germà)
- Raja Ashokh Mal (germà)
- Raja Tara Chand (fill)
- Raja Lohang Singh
- Raja Nirhey Singh
- Raja Madari Singh (fill)
- Raja Udit Singh
- Raja Pirthi Singh
- Raja Sumer Singh
- Raja Sheo Singh, vers 1818
- Raja Duniyapath Singh
- Raja Dharam Singh
- Raja Jot Singh
- Raja Ratan Singh,
- Raja Jagmohan Singh ?-1881 (raja hereditari confimat el 1877)
- Raja Indra Bikram Singh 1881-1921 (germà)
- Raja Bhagwan Bakhsh singh (cosí) 1921-1926
- Raja Rampal Singh (germà) 1926-1939,(+ 12 o 13 de novembre de 1939)
- Raja Surendra Bikram Singh 1939-1949 (adoptat)
- Rani Brijendra Kunwar 1949-1978 (titular dels drets després d'un plet)